# 최덕신

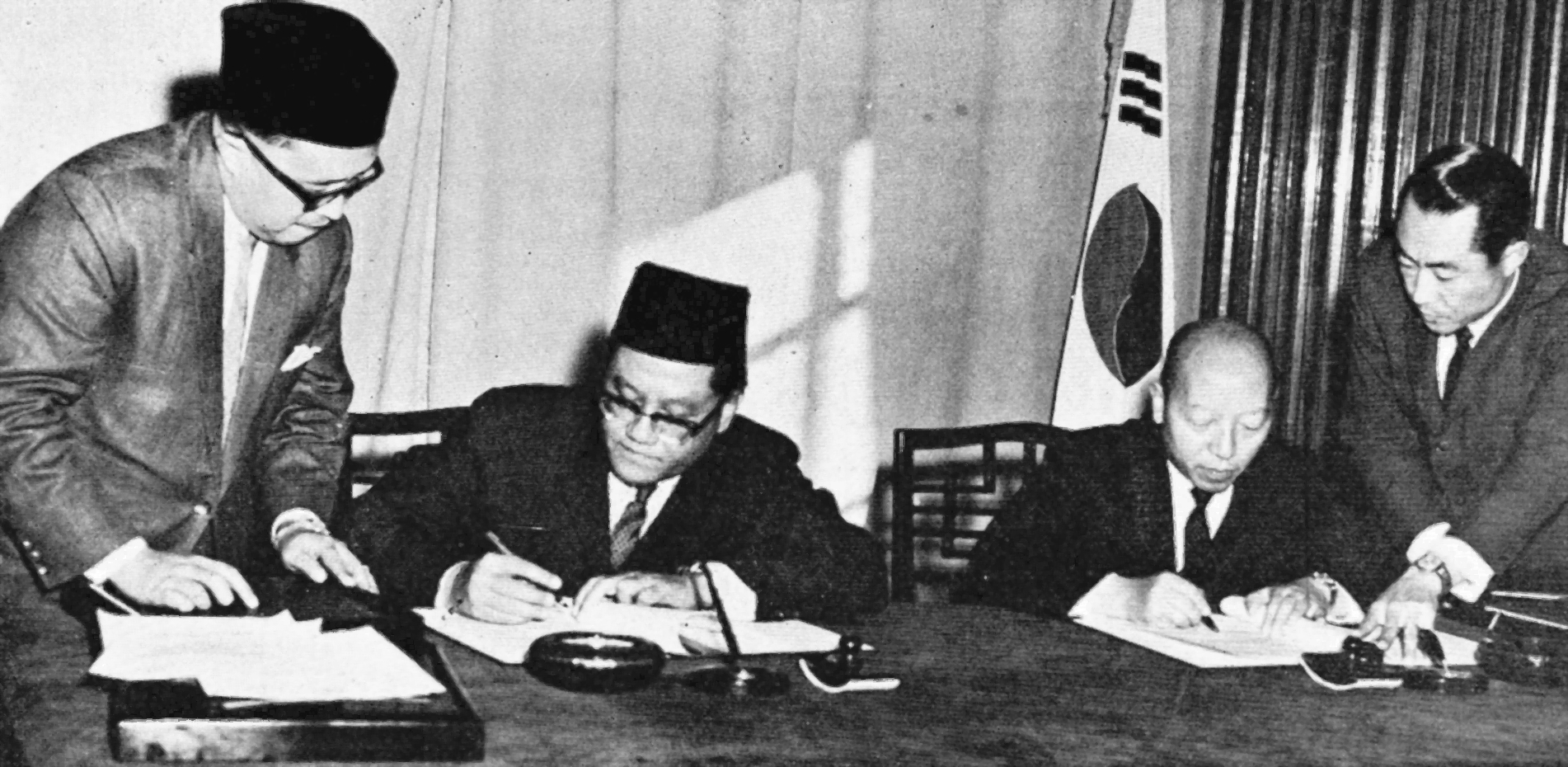

최덕신(崔德新, 1914년 9월 17일 ~ 1989년 11월 16일)은 일제 강점기의 독립운동가이자 중국 군인, 대한민국의 군인, 정치가, 종교지도자였으나, 변절하여 조선민주주의인민공화국의 정치인이 되었다. 1961년 잠시 대한민국 정부 내각수반을 역임했다.

## 생애
평안북도 의주 출신으로 대한민국에서 외무장관과 천도교 교령을 지내고 북한으로 월북했다. 김일성이 다니던 만주의 화성의숙 교장이었던 최동오의 아들이다. 3·1운동에 참여한 부친 독립운동가 최동오를 따라 9세 중국으로 건너가 일찌감치 항일운동의 영향 아래 자랐다.

### 국민당 군복무 및 한국전쟁 이후 육군중장으로 진급
일제강점기 중국 중앙군관학교(황푸군관학교)를 1936년 졸업하고 독립운동가 류동렬의 딸 류미영과 1937년 6월 결혼했다. 한국광복군 총사령부 선전과장으로 잠시 지낸 이외에 주로 중국중앙군에 근무한 최덕신은 멀리 인도, 미얀마 전선에까지 가 일본군과의 전투에 참가하다가 해방을 맞았다. 그는 중국 신일군(新一軍) 참모로 광둥지역에서 일본군의 항복을 접수하고 무장해제를 했으며, 1945년 12월에는 대령으로 승진하여 일본군에 강제징집된 한국인 사병들을 접수하여 중국화남지구 한국적사병 집중훈련총대를 조직하여 총대장으로 활동하다가 이들을 이끌고 1946년 5월에 귀국하였다. 귀국 후 독립운동가인 부친 최동오와 장인 류동열의 권유로 1947년 봄 대한민국 육군사관학교 특별반 3기생으로 입학했다. 두 달 뒤 소위로 임관하였다. 소위 임관 뒤 소령으로 특별 진급하였다. 최덕신은 대전의 2연대 연대장으로 부임했고, 그곳에서 중령으로 승진했다. 2연대 연대장직을 수행하던 그는 대한민국 육군사관학교 교장으로 취임하게 된다. 국방부는 1948년 12월 15일, 육군사관학교 교장이던 최덕신 등 8명의 중령을 대령으로 특진발령하였다. 1949년 미국 포트 라일리(Fort Riley) 육군포병학교를 졸업(초등군사반), 1950년 미국 포트 베닝(Fort Benning) 보병학교를 졸업(고등군사반)하였다. 또한 제3사단장(1949년 5월 12일~)에 이어 한국전쟁 때 제8사단장과 11사단 사단장으로 참전한 후 1군단장을 지냈으며 육군중장으로 예편했다.
최덕신은 거창양민학살사건으로 11사단장직을 내놓게 된다. 거창양민학살사건은 1951년 2월, 한국군 11사단 소속 9연대가 "거창군 신원면 일대"에서 공비에게 협력할 가능성이 있다는 민간인을 무차별 학살한 사건이다. 산청과 함양에서 시작되어 거창에서 끝난 사건이므로, “산청·함양·거창사건”이라고 부르기도 한다. 거창사건으로 내무·법무·국방부 장관이 모두 사임하고, 11사단장 최덕신도 직위해제 된다. 하지만 무기징역에서 3년형 등이 선도된 관계자 대부분 1년 후 보석으로 출감했다. 또 법적 처벌을 피한 최덕신의 도움으로 복권되면서 군으로 돌아왔고 일부는 군 장성으로, 일부는 지자체장으로 임명되는 등 승승장구하게 된다. 산청·함양·거창·함평 등 광범한 지역의 학살사건이 모두 11사단 지역에서 발생했다는 점에서 사단장인 최덕신이 몰랐을 수가 없다.

### 천도교 교령을 맡은 한국종교협의회장
1953년 유엔군총사령관의 임명을 받아 휴전회담에 참가했으며 1956년 4월부터 베트남 대사를 지내는 중에 5.16을 맞이한다. 육사 교장 시절 박정희 전 대통령을 가르친 인연으로 5.16 직후 외무부 장관을 했고 1963년 8월 9일, 서독 주재 대사로 임명되었다. 서독 대사 이후 1967년 천도교 교령 자리에 올라 한국종교협의회장을 맡았다. 또 통일원 고문, 주 베트남 공사, 한중일보 사장(1972년) 등을 지냈다.
외무장관 시절, 독립운동가 차리석의 아내 홍매영과 아들 차영조를 챙긴 일화도 있다. 독립운동 하던 임정시절부터 알고 지낸 사이였다. 광복 직후 차리석이 사망하고 귀국해 충남 부여에서 힘들게 살던 홍매영, 차영조 모자는 최덕신을 만나 외무부 장관 공관의 부속실에 들어가 생활했다. 최덕신은 차영조를 2년제 야간 고등공민학교에 넣어주었고 졸업하자 상업고등학교에 편입시켜주었다. 장관 퇴임 후 사저로 돌아갈 때도 차영조 모자와 함께했다. 최덕신의 어머니뿐 아니라 부인 류미영도 이들 모자를 잘 챙겨주었다. 최덕신이 서독대사로 간 후에도 모자는 최덕신의 자택에서 지냈다.

### 박정희 정권과 불화로 미국으로 망명
서독 대사를 지내던 1967년, 중앙정보부가 독일에서 북한공작원에 포섭된 지식인들을 간첩으로 수사하여 납치한 '동백림 사건'이 발생하게 된다. 당시 박정희 정권은 동백림 사건이 국제적인 항의와 외교적인 문제로까지 비화되자 최덕신에 책임을 돌린 것으로 알려져 있다. 당시 관련자가 200명에 이르는데다 대부분 지식인층이었고 독일에서 발생해서 독일 정부가 강력히 반발했다. 훗날 최덕신은 강제납치를 인정하며 양두원 참사관이 이를 주도했고 자신은 알지 못했다고 해명했지만 대사가 모를 리 없다는 시각이 우세하다. 독일 정부로부터 '대십자훈장'을 받았다. 최덕신은 여비서와의 정사 사건이 논란이 되면서 한국으로 귀환 조치 됐고, 이후 박정희 정부와 갈등을 겪게 된다. 특히 천도교령을 맡을 정도로 천도교에 영향력이 컸던 그는 정부 지원 문제 등으로 반발하다가 1976년 8월 미국으로 이민 갔다.
영어는 물론 국제공용어인 에스페란토어에도 능통했던 최덕신은 미국 망명 전부터 메릴랜드 실버스프링에 사무실을 냈다. ‘배달민족회’란 간판을 내걸었다. 운영은 정기용이 맡았다. 최덕신의 미국 망명에는 공해방지시민협의회란 시민단체 후원 문제와 천도교 교령 재직시 공금횡령 문제가 있었다는 주장이 있다. 박 정권과 노선 차이가 있던 공해방지시민협의회를 최덕신이 후원해준 게 박정희의 심기를 거슬렸다. 또 천도교 재단 공금 유용 문제로 어려움에 처했을 때 박정희가 도와주지 않자 쌓인 서운한 감정도 작용했다는 것이다. 박정희와 불화를 겪던 그는 미국, 서독, 일본 등을 전전하며 귀국하지 않다 1977년 11월 망명했다는 것이다. 대부분의 언론은 그가 종단의 공금을 횡령한 비리 때문에 물러났다고 하고 있으나, 교단관계자의 증언에 의하면 1975년 말에 발생하여 1년여를 끈 종단 분규 기간에 공금횡령이나 개인적인 착복이 문제된 적은 없었다고 한다. 단지 최덕신이 교령을 부업처럼 여기면서 다른 사회활동에 치중하고, 교단운영에서 독선과 독재를 했으며, 어려운 교단 재정을 고려하지 않고 예산을 방만하게 운영했다는 것이 일반 신도들과 교단 간부들의 반감을 사게 되었다는 것이다.
1970년대 초 천도교는 박정희 대통령의 전폭적인 지지를 받아 한때 교세를 되살리는 전기를 잡았다. 최덕신은 천도교 교령 재임 기간(1967년 4월 4일~1975년 4월 6일) 수운회관을 건립하고 통일주체국민회의와 유정회, 수협중앙회가 건물에 입주하는 등 외형적 성과는 볼 만했지만, 세력 과시에 치중하거나 천도교와 관련 없는 군시절의 부하를 데려오는 등 최고 지도자로서의 신앙적 책무를 외면한 독선과 전횡으로 교단으로부터 배척을 받았다고 한다. 11~14대 교령을 역임한 최덕신은 천도교계에서 실권이 박탈된 뒤 15대 임기 중 1년을 채우고 물러난다.

### 방북을 명분으로 월북
1968년 교인 100만명을 자랑했던 천도교 교세가 2009년엔 10만명이 안될 정도로 줄어들었다. 천도교의 약세화에는 전 교령 최덕신과 오익제의 월북도 중요한 계기가 되었다.
반북반공 인사로 분류됐던 최덕신은 미국 체류 중 6.25 때 납북된 부친의 묘소를 찾는다는 명분으로 방북했다. 그는 애국열사릉에 잘 모셔져 있는 부친 최동오의 묘를 보고 마음이 바뀐 것으로 전해진다.
최덕신의 맏아들 최건국은 2000년 인터뷰에서 최덕신의 북한행에 대해 말한 적이 있다. "철저한 반공주의자였으나 미국에 나가 살면서 김일성 주석의 통일토론 제의를 수락해 76년 처음 북한을 방문했다. 아버지는 2년 뒤인 78년 다시 북한을 방문했으며 그 뒤부터는 거의 매년 방북하면서 김 주석을 만났고 북한 체제를 목격하게 된 것 같다. 직접적인 계기는 김주석의 '인력(引力)' 때문이었다고 본다."
이처럼 수차례 방북하며 김일성을 만났고, 북한 당국의 극진한 대접을 받은 최덕신은 1986년 4월 아내 류미영과 함께 조선민주주의인민공화국으로 갔다. 86년 9월 미국에서 기자회견을 열고 북한에 영구 귀국하겠다고 발표했다. 9월 북한 영주권을 취득했다. 모친과 차남 인국씨를 포함 당시 성인이었던 자녀를 남한에 놔둔 채였다. 모친은 최덕신이 귀국할 수 없음을 모른 채 1979년 11월 세상을 떠났다.

### 북한 천도교 대표로 활동
조선민주주의인민공화국에서 조선천도교청우당 중앙위원장으로 활동하였다. 그는 청우당 당수 외에도 조국평화통일위원회 위원장, 조선종교인협의회 회장, 최고인민회의 대의원 등의 여러 직위를 맡았으며, 조국통일상도 수상했다. 1989년 사망한 후 애국렬사릉에 안장되었다.
북한의 다부작 영화 《민족과 운명》 중 첫 부분인 1부부터 4부까지의 모델이 최덕신이다.
최덕신.류미영 부부는 2남 3녀를 뒀다.
장남 최건국은 독일 체류하였으며 송두율과 함께 반체제인사로 분류돼 고국땅을 밟지 못하고 2016년 2월 사망했다.
한국에 살던 차남 최인국은 2019년 7월 6일 무단월북하였다. 큰딸 근애, 둘째딸 경애, 막내딸 순애 등 세 딸은 해외에 거주하는 것으로 전해졌다.

## 학력
- 중화민국 중앙육군군관학교 졸업
- 황푸군관학교 졸업
- 대한민국 육군사관학교 특3기
- 대한민국 조선경비보병학교 졸업
- 대한민국 통위부 보병학교 졸업
- 미국 육군야전포병학교 졸업
- 미국 육군보병학교 졸업
- 대한민국 육군보병학교 졸업
- 대한민국 국방대학교 행정학사 1기

## 상훈
- 1990년 8월 15일 조선민주주의인민공화국에서 조국통일상이 추서되었다.[24]

## 참고자료
- 김일성, 〈재미교포 최덕신과 한 담화〉 (1984년 10월 28일)

## 같이 보기
- 동백림 사건
- 류미영
- 최인국
- 천도교